# مرکز آموزشی ۰۵ کرمان
مرکز آموزشی ۰۵ شهید اشرف گنجویی کرمان یکی از مراکز آموزش نیروی زمینی ارتش ایران است، که در کرمان محله سرآسیاب مستقر می‌باشد. در این مرکز آموزشی تمام مقاطع تحصیلی از زیر دیپلم تا دکترا پذیرش می‌شوند. مرکز ۰۵ کرمان جزء قدیمی‌ترین یگان‌های ارتش محسوب می‌شود، که از ابتدا یگان آموزشی نبوده و جزء واحدهای رزمی محسوب می‌شده و بعدها تبدیل به مرکز آموزشی شده‌است.

## تاریخچه
در سال ۱۳۱۲ نمایندگانی از اداره مهندسی نیروی زمینی شاهنشاهی ایران برای احداث پادگانی در کرمان اعزام شدند و توانستند محل مناسب در محدوده روستای سرآسیاب فرسنگی که شامل باغی به‌نام شترگلو و دارای اراضی با وسعت زیاد بود را خریداری کنند. در سال ۱۳۱۳ یگانی به نام واحد سوار اسبی در پادگان تشکیل و مستقر گردید. در سال ۱۳۲۴ واحد سوار اسبی به لشکر ۷ پیاده کرمان و مکران تغییر نام داد. مجدداً در سال ۱۳۳۳ لشکر ۷ پیاده کرمان به لشکر ۱۱ پیاده کرمان تغییر نام داده شد و تا سال ۱۳۴۱ به فعالیت خود با همین نام ادامه داد تا اینکه لشکر ۱۱ پیاده کرمان به خراسان منتقل گردید. در سال ۱۳۴۱ یک تیپ با هویت مستقل در کرمان تشکیل شد و تا سال ۱۳۴۴ با همین نام فعالیت خود را ادامه داد. این یگان در سال ۱۳۴۴ به مرکز آموزش ۳۰۵ کرمان و در سال ۱۳۴۷ به نام مرکز آموزش ۰۵ کرمان تغییر نام یافت و در سال ۱۳۸۸ نیز به نام کنونی یعنی شهید سرلشکر علیرضا اشرف گنجویی نامگذاری گردید.

## حضور در جنگ ایران و عراق
پس از تشکیل گردان رزمی ۸۰۸ در اسفند ماه سال ۱۳۵۹ با تجهیزات کامل در تاریخ ۲۶ فروردین ۱۳۶۰ با استعداد ۶۷ نفر کارکنان پایور، ۱۴ نفر افسر وظیفه و ۷۰۰ نفر سرباز به فرماندهی سرهنگ عاقبتی به جبهه‌ها اعزام شدند و پس از استقرار در پادگان دوکوهه، اندیمشک مأموریت رزمی خود را تحت امر لشکر ۲۱ حمزه به فرماندهی سرلشکر حسین حسنی سعدی (که آن زمان سرهنگ بود) در منطقه عملیاتی تپه سبز آغاز نمود و جمعاً در طول جنگ از این مرکز ۵۷ نفر کشته شده‌اند.
مرکز آموزش ۰۵ کرمان در دوران جنگ ایران و عراق با آموزش بیش از ۱۹۰ هزار نفر سرباز و اعزام آنها به جبهه‌ها، یکی از فعال‌ترین مراکز آموزش رزم مقدماتی بود.

## حاشیه‌ها

### سخت‌گیری
هر چند این مرکز به عنوان یکی از سخت‌ترین موقعیت‌ها برای گذراندن دورهٔ آموزشی خدمت سربازی است، از نظر برخی سربازان پادگان ۰۵ کرمان در واقع به مثابهٔ یک کابوس تعبیر می‌شود. فرمانده سابق این مرکز؛ سرهنگ سعید عسکری در مصاحبه‌ای که در سال ۹۳ انجام داد به این مسائل واکنش نشان داد

«توجه داشته باشید مرکزی که ۳۰ یا ۴۰ سال به سختگیری معروف بوده با یکی دو سال نمی‌توان این ذهنیت را مثبت کرد و زمانبر است ما اکنون تمام امکاناتی را که در مرکز داریم پای کار می‌آوریم تا سرباز ضمن آموزش نظامی، هم از نظر جسمی و هم از نظر ذهنی قوی شود و درس زندگی به او می‌دهیم. سربازی که از اینجا بیرون می‌رود دیگر آن ذهنیت منفی را ندارد بلکه ایمان دارد در دو سال خدمت سربازی دین خود را به کشورش ادا می‌کند و در کنار آن درس زندگی و روی پای خود ایستادن را نیز می‌آموزد.»

### کرونا
سال ۱۳۹۹ پس از اوج‌گیری کرونا فرمانده پادگان سرهنگ منصور رحمانی در این مورد گفت:
تمامی مراحل، تب سنجی، ضدعفونی دست‌ها قبل از ورود، توزیع بسته‌های کامل بهداشتی ومشاوره از مهمترین اقدامات پیشگیرانه در پذیرش سربازان است که پادگان ۰۵ کرمان انجام می‌شود. محل آسایشگاه و استراحت سربازان نیز به صورت روزانه ضدعفونی و سربازان مشکوک به ویروس کروناهم در نقاهتگاه قرنطینه و در صورت نیاز به بیمارستان امام حسین (ع) ارتش اعزام می‌شوند.

## امکانات
از جمله امکانات این پادگان مرکز سواد آموزی آن است که از سال ۱۳۶۱ تاکنون، بیش از ۸ هزار نفر از جوانان کم‌سواد یا بی‌سواد کشور در مدرسه سرباز پادگان تحصیل کردند.
امکاناتی از جمله فروشگاه فرهنگی، آبمیوه و بستنی فروشی، ساندویچی و فروشگاه تعاونی ۸۰۸ از جمله امکانات موجود در این پادگان می‌باشند.

## فرماندهی
| درجه   | فرمانده              | تاریخ انتصاب | توضیحات |
| ------ | -------------------- | ------------ | ------- |
| سرتیپ۲ | حمیدرضا حسامی کرمانی | ۱۳۹۰         |         |
| سرهنگ  | سعید عسکری           | ۱۳۹۲         | [ ۱۱ ]  |
| سرهنگ  | شکرالله بخشیان       | ۱۳۹۶         |         |
| سرهنگ  | منصور رحمانی         | ۱۳۹۸         | [ ۱۲ ]  |

## استعداد
| نام‌گذاری قدیم گردان | نام‌گذاری جدید | مقطع تحصیلی                                          | توضیحات                                |
| ------------------- | ------------- | ---------------------------------------------------- | -------------------------------------- |
| گردان یکم           | ۰۵۱ فجر       | زیر دیپلم، دیپلم، فوق دیپلم                          |                                        |
| گردان دوم           | ۰۵۲ فتح       | گروهان ۲۱ گروهان ۲۲ گروهان ۲۳ گروهان ۲۴ ف. ر شیروانی | زیر دیپلم، دیپلم، فوق دیپلم            |
| گردان سوم           | ۰۵۳ نصر       | زیر دیپلم، دیپلم، فوق دیپلم                          | گروهان ۳۱ گروهان ۳۲ گروهان ۳۳ گروهان۳۴ |
| گردان چهارم         | ۰۵۴ ظفر       | لیسانس، فوق لیسانس، دکترا                            | گروهان ۴۱ گروهان ۴۲                    |
| گردان پنجم          |               | زیر دیپلم، دیپلم، فوق دیپلم                          |                                        |
| گردان ششم           | ۰۵۶ خیبر      | لیسانس، فوق لیسانس، دکترا                            | گروهان۶۱ گروهان۶۲ گروهان۶۳ گروهان۶۴    |